# Betula nigra
Betula nigra es una especie de abedul de la familia de las betuláceas.

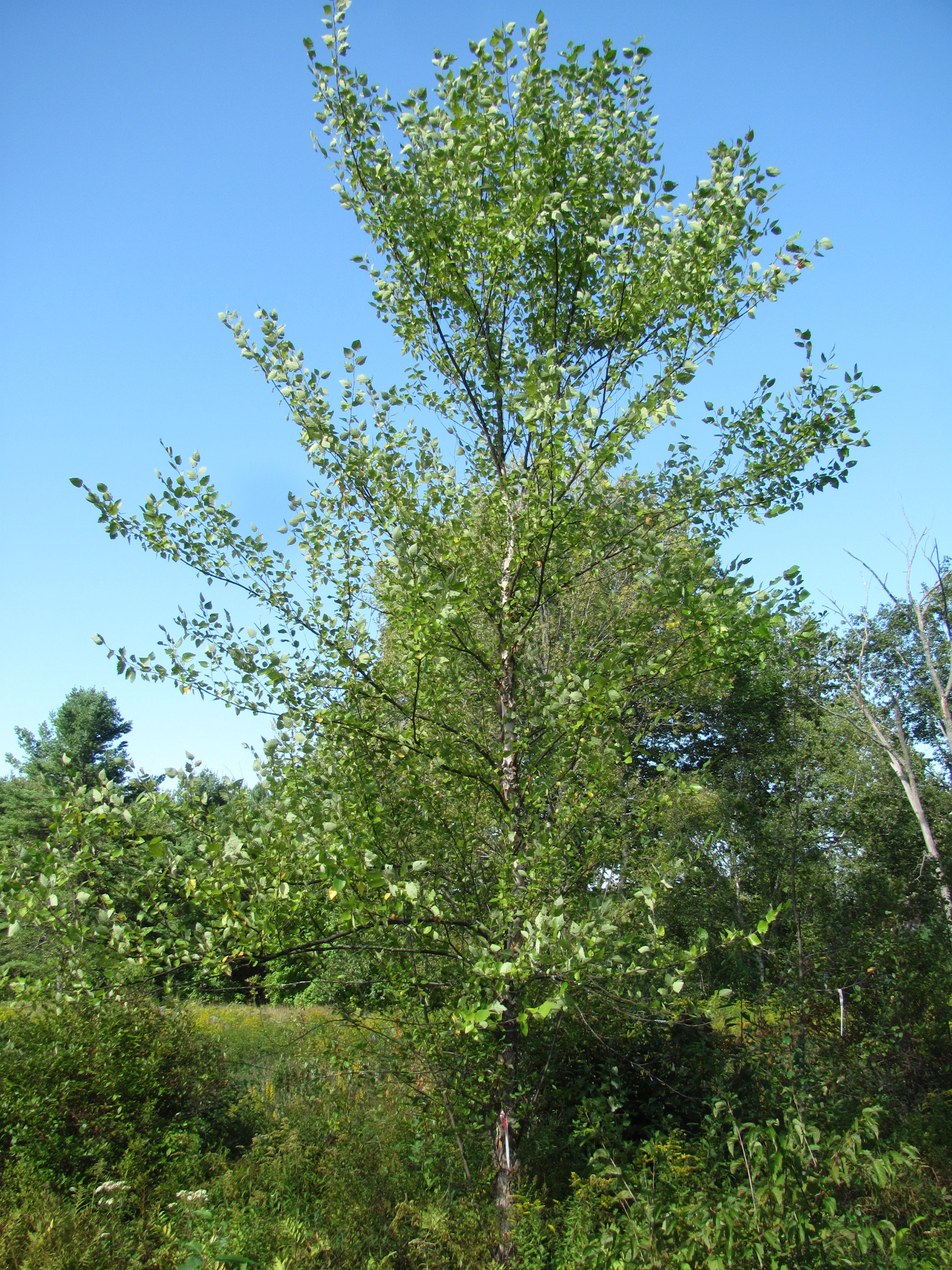
Detalle del árbol

## Descripción
Se trata de un árbol caducifolio que alcanza los 25 metros de altura (raramente llega a los 30 m), con un tronco de hasta 50 cm (raramente de 150 cm de diámetro), aunque a menudo tiene varios troncos. La corteza es variable, generalmente de color gris oscuro a marrón o rosado-marrón y escamosa, pero en algunos individuos es suave y cremosa de color blanco-rosado, exfoliando en láminas rizadas. Las ramitas son glabras o finamente peludas, inodoras cuando son raspadas. Las hojas son alternas, ovadas, de 4-8 cm de largo y 3-6 cm de ancho, con un margen serrado y con cinco a doce pares de venas. Las flores son polinizadas por el viento y tienen un amento de 3-6 cm de largo, las masculinas son pendulares, las femeninas erectas. El fruto es inusual entre los abedules al madurar a finales de primavera y se compone de numerosas y diminutas semillas aladas embaladas entre las brácteas.

## Distribución geográfica
Es una especie de abedul nativa de la región oriental de Estados Unidos desde Nuevo Hampshire, al sur oeste de Minnesota, y al sur hasta el norte de Florida y el este de Texas. Se encuentra comúnmente en las llanuras de inundación o pantanos.

## Cultivo y usos

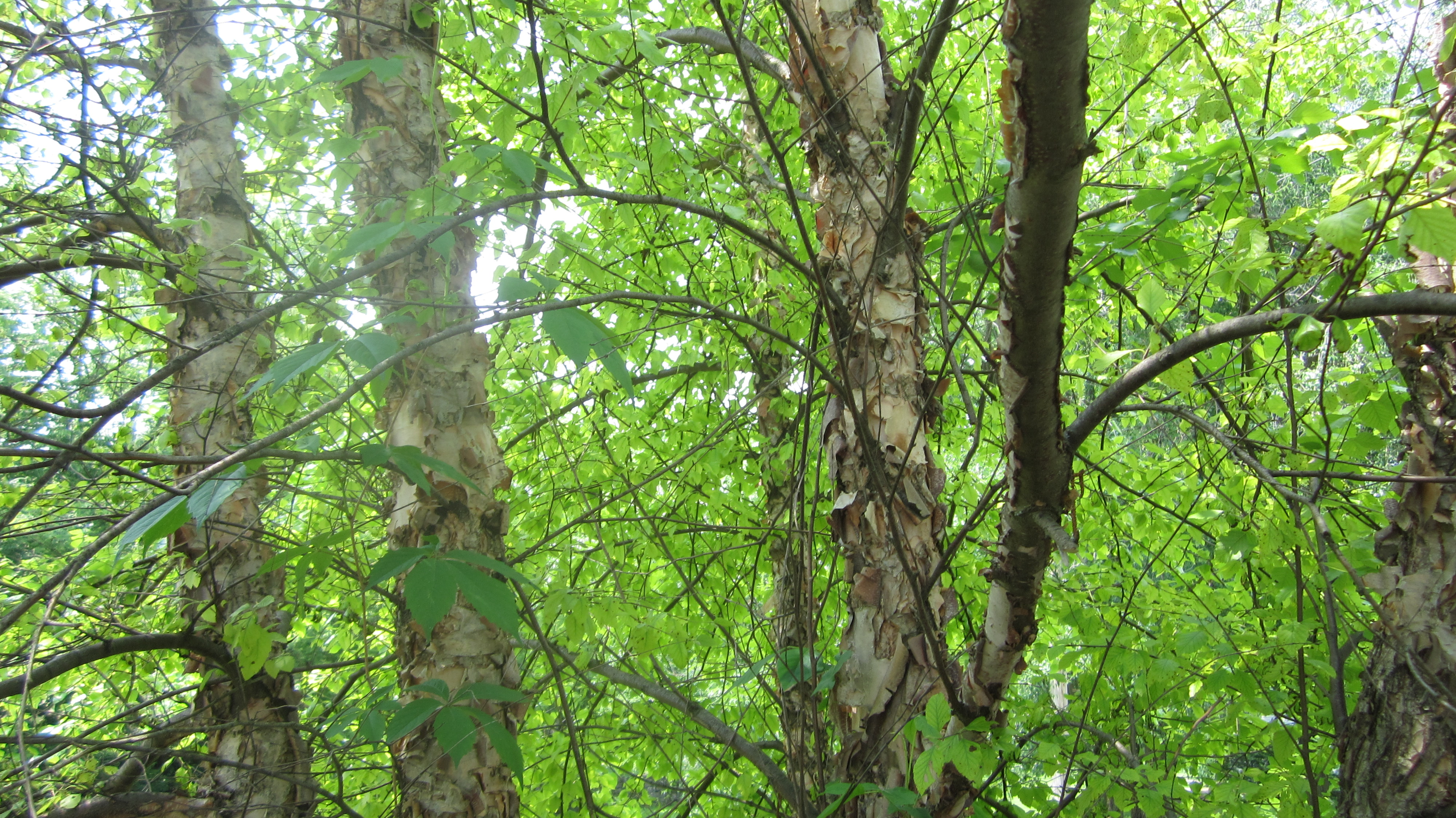
Mitad del árbol Betula nigra.

Si bien su hábitat natural es el terreno húmedo, también crecen en tierras más altas, y su corteza es muy distintiva, lo que lo hace un árbol ornamental para el uso del paisaje. Un número de cultivares con corteza mucho más blanca que la normal han sido seleccionadas para plantar en jardines, incluidas las de "Heritage" y "Dura Heat", que se destaca ser el único abedul blanco resistente al barrenador del abedul Agrilus anxius natural de las caliente zonas del sureste de Estados Unidos de América.
Los nativos americanos utilizan la savia hervida como un edulcorante similar al jarabe de arce, y el interior de la corteza como un alimento de supervivencia. Por lo general, su madera es demasiado retorcida y contorsionada para ser de valor comercial.

## Taxonomía
Betula nigra fue descrita por Carlos Linneo y publicado en Species Plantarum 2: 982. 1753.
Etimología
Betula: nombre genérico que dieron los griegos al abedul.
nigra: epíteto latino que significa "negra".
Sinonimia
- Betula americana Buc'hoz
- Betula lanulosa Michx.
- Betula rubra F.Michx.[7][8][9]

## Nombres comunes
- Abedul negro
- Aliso del Perú o Ramram del Perú[10]